# Йоаникій (Горський)
Архієпископ Йоаникій (у світі Іван Семенович Горський; 1810, Ярославська губернія - 1 (13) березня 1877, Одеса) - єпископ Російської православної церкви, архієпископ Херсонський та Одеський.

## Біографія
Народився 1810 року в сім'ї священика села Мале Богородське Данилівського повіту Ярославської губернії.
Закінчив Ярославську духовну семінарію (1833) і вступив до Санкт-Петербурзької духовної академії.
У червні 1837 року закінчив духовну академію і 3 липня того ж року пострижений у чернецтво; 27 липня висвячений на ієродиякона, а 6 серпня — на ієромонаха.
6 вересня того ж року призначений учителем Нижегородської духовної семінарії, а 13 вересня отримав ступінь магістра богослов'я.
29 серпня 1838 року переміщений інспектором Київської духовної семінарії.
24 травня 1839 року зарахований до соборних ієромонахів Олександро-Невської лаври.
З 19 липня 1841 року – інспектор Київської духовної академії та бакалавр богословських наук.
28 червня 1842 року зведений у сан архімандрита, призначений членом Духовного цензурного комітету та цензором проповідей.
З 10 жовтня 1846 — ректор Ярославської духовної семінарії.
З 29 липня 1847 — настоятель Ростовського Богоявленського Авраамієвого монастиря.
2 квітня 1850 переміщений на посаду ректора Санкт-Петербурзької духовної семінарії.
1852 року виправляв книгу протоієрея Григорія Дебольського «Про християнське православне богослужіння», за що оголошено йому подяку від Святішого Синоду.
16 січня 1855 року хіротонізований на єпископа Староруського, вікарія Новгородської єпархії.
15 квітня 1856 року переміщений на Саратовську архієрейську кафедру.
17 липня 1860 року возведений у сан архієпископа і переведений до Варшави.
За свідченнями сучасників, Преосвященний Йоаникій умів поводитися в суспільстві, завжди залишаючись якимось нерозгаданим. Він виділявся з-поміж єпархіальних архієреїв і як політичний діяч. Тому, коли знадобився архієрей у Варшаву, він був призначений на цю посаду без вагань. У Варшаві він поводився з великою гідністю і користувався повагою серед поляків.
З 1 травня 1875 року іменувався Холмським та Варшавським.
З 16 листопада 1875 - архієпископ Херсонський і Одеський.
Зовні спокійний, він, мабуть, старанно приховував свої переживання. За роки служіння у Варшаві він настільки ослаб фізично, що за нового призначення його до Одеси протягом півроку не міг виїхати через тілесну недугу.
Служіння його на Одеській кафедрі було короткочасним. Він помер у ніч на 1 (13) березня 1877  року. Був похований у Спасо-Преображенському соборі.